# مگس‌گیر اجتماعی
مگس‌گیر اجتماعی (نام علمی: Myozetetes similis) یک پرنده گنجشک‌سان از قارهٔ آمریکا، عضوی از تیرهٔ بزرگ ژیان‌مرغان (Tyrannidae) است.
گاهی به دو گونه با مگس‌گیر اجتماعی، Myiozetetes texensis، از کاستاریکا به سوی شمال تا مکزیک و مگس‌گیر تاج‌شنگرفی، M. similis، از جنوب غربی کاستاریکا در سراسر آمریکای جنوبی تقسیم می‌شود.